# Parcoblatta fulvescens
Parcoblatta fulvescens är en kackerlacksart som först beskrevs av Henri Saussure och Leo Zehntner 1893. Parcoblatta fulvescens ingår i släktet Parcoblatta och familjen småkackerlackor. Inga underarter finns listade i Catalogue of Life.